# Galvån
Galvån är en å i Bollnäs kommun, Gävleborgs län. Ån har sina källor i Ovanåkers och Ljusdals kommuner. 

## Beskrivning
Största biflöden är Långboån, med Rossån och Vinnfarsån som källtillflöden, och Andån, alla från avrinningsområden norr om sjöarna. Därefter i Bollnäs kommun mynnar den i Ljusnan i byn Röste, 5 km norr om Bollnäs. Åns totala längd, inklusive källflöden, är 58 km. Avrinningsområdet är 478 km². Galvån betraktas ofta som namnet en övre del av ån mellan Galvsjön och Åsbacka och den nedre delen nedströms Åsbacka kallas ofta Rösteån. Galvån mynnar ut i älven Ljusnan. 
På en sträcka av ca 12 km är fallhöjden drygt 100 meter vilket innebär rikligt med forsar och strömsträckor. Störst nivåskillnad på kortast sträcka finns överst i nordväst vid Galvåns början, vid uppströms Åsbacka och i nedre änden av Röste by. På den övre 2/3e-delen av sträckningen finns nära hela Galvåns fallhöjd. Åns lopp efter Galvsjön, Galvån är ganska brant, med ett fall på över 5 m/km.  Den nedersta tredjedelen faller bara fem meter och meandrar fram i jordbrukslandskapet. 
I ån har det funnits en ansenlig mängd vattendrivna verk och kvarnar, från början utifrån jordbrukets behov som kvarnar, linklappar och husbehovssågar. Sedan uppstod också under industrialismens genombrott under andra hälften av 1800-talet en rad mindre industrier. Dessa var spiksmedjor som Nyfors och Lillmarksholm samt träindustrier och sågverk i Åsbacka och Holmo. Det yngsta av dem, Holmo sågverk, lades ned under 1970-talet.

## Galvåns naturvårdsområde
Längs delar av ån finns ett naturvårdsområde (som sedan 1999 likställs med naturreservat) som omfattar 80 hektar och är beläget 11 km nordväst om Bollnäs. Det förvaltas av Bollnäs kommun. Det omfattar själva ån med en skyddszon på båda sidor om Galvån. Den övre delen av området är skogbevuxet och kuperat medan den nedre delen mer omgärdas av jordbruksmark. I ån finns både harr och öring. I området häckar strömstare. Galvån är ett av länets viktigaste vatten för utter. Åns fåra är starkt flottningsrensad, bitvis stenskodd och uträtad men annars också med relativt välbevarade stränder. 

## Elproduktion efter Galvån
Kraftverk har funnits på följande platser efter Galvån: Långbo, Röstabo, Galvsbo, Åsbacka 2 stycken varav det övre i Åsbacka fortfarande är i drift, Holmosågen samt i Röste.

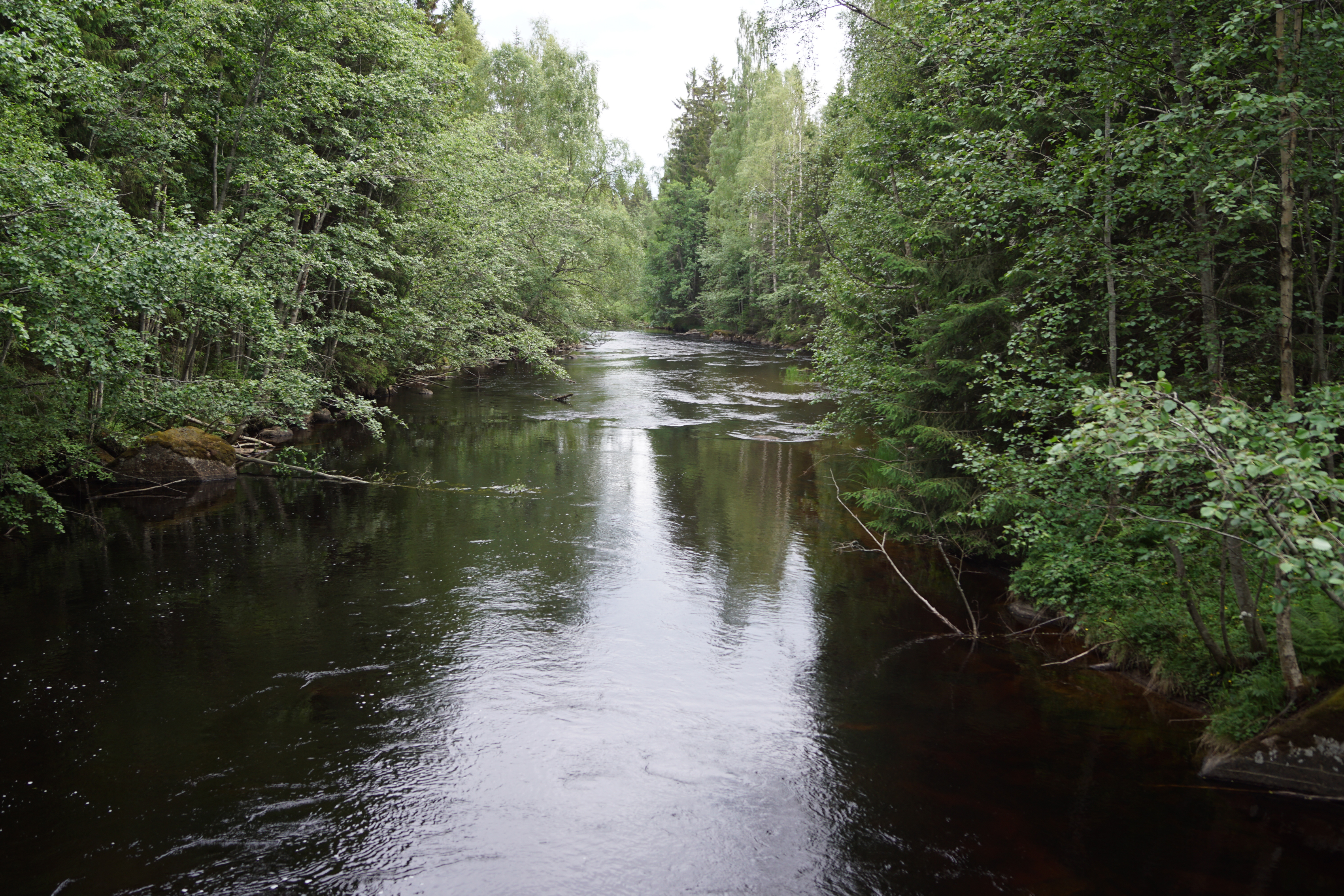
Galvån inbäddad i omgivande vegetation.
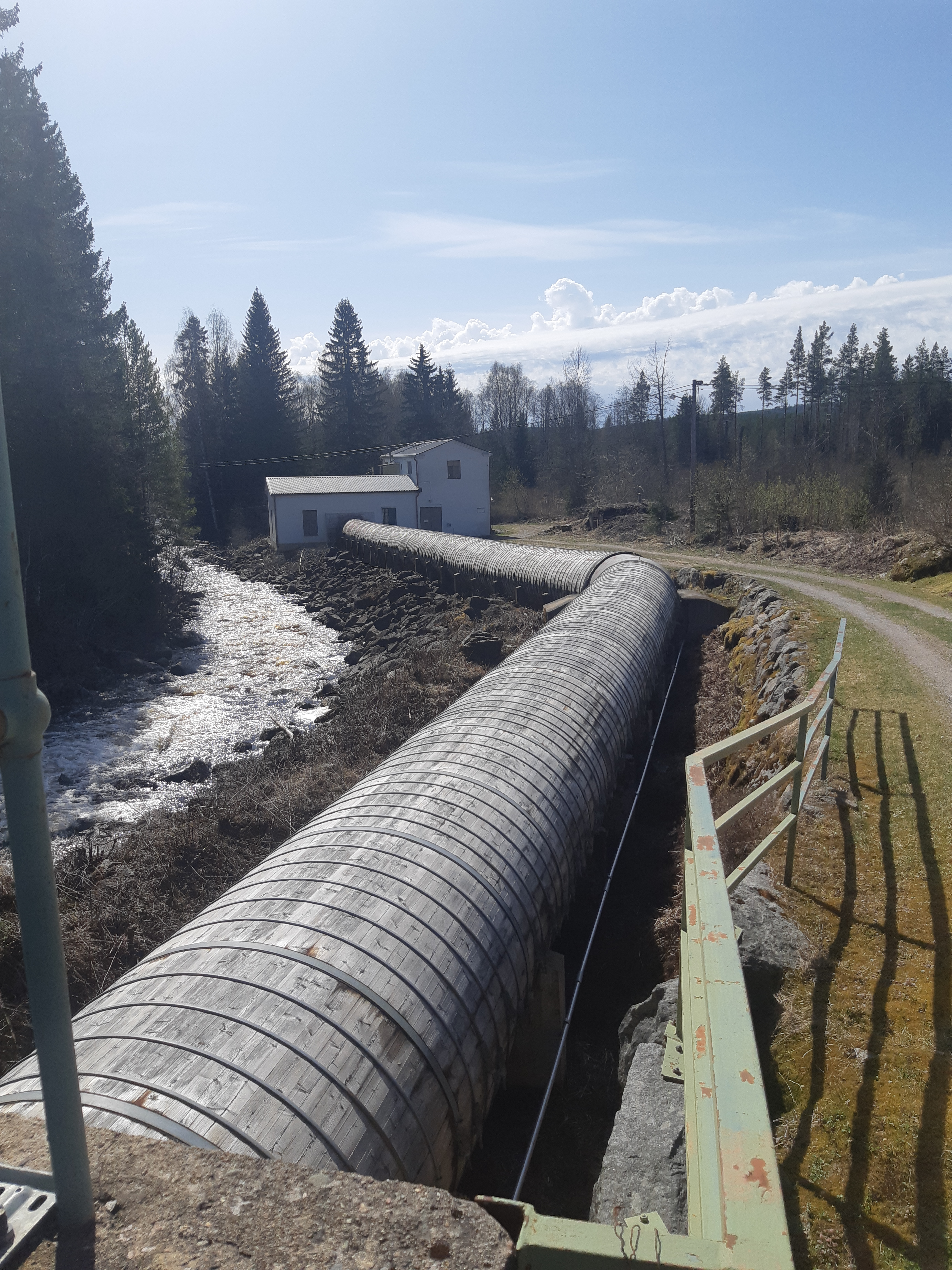
Bergfors kraftverk vid Åsbacka, Bollnäs
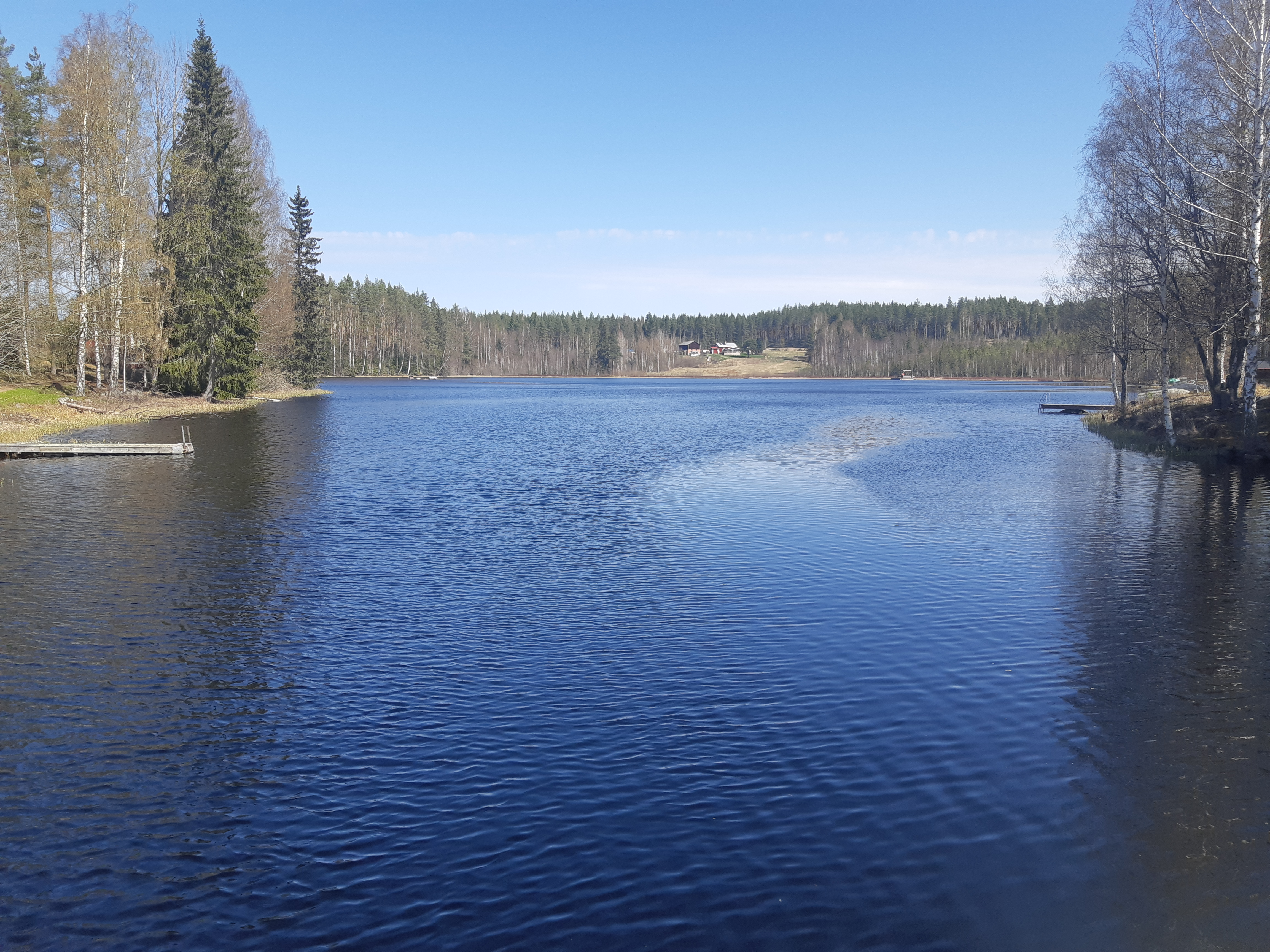
Åsbackaviken sedd från dammen vid Bergfors övre kraftverk.

## Externa länkar

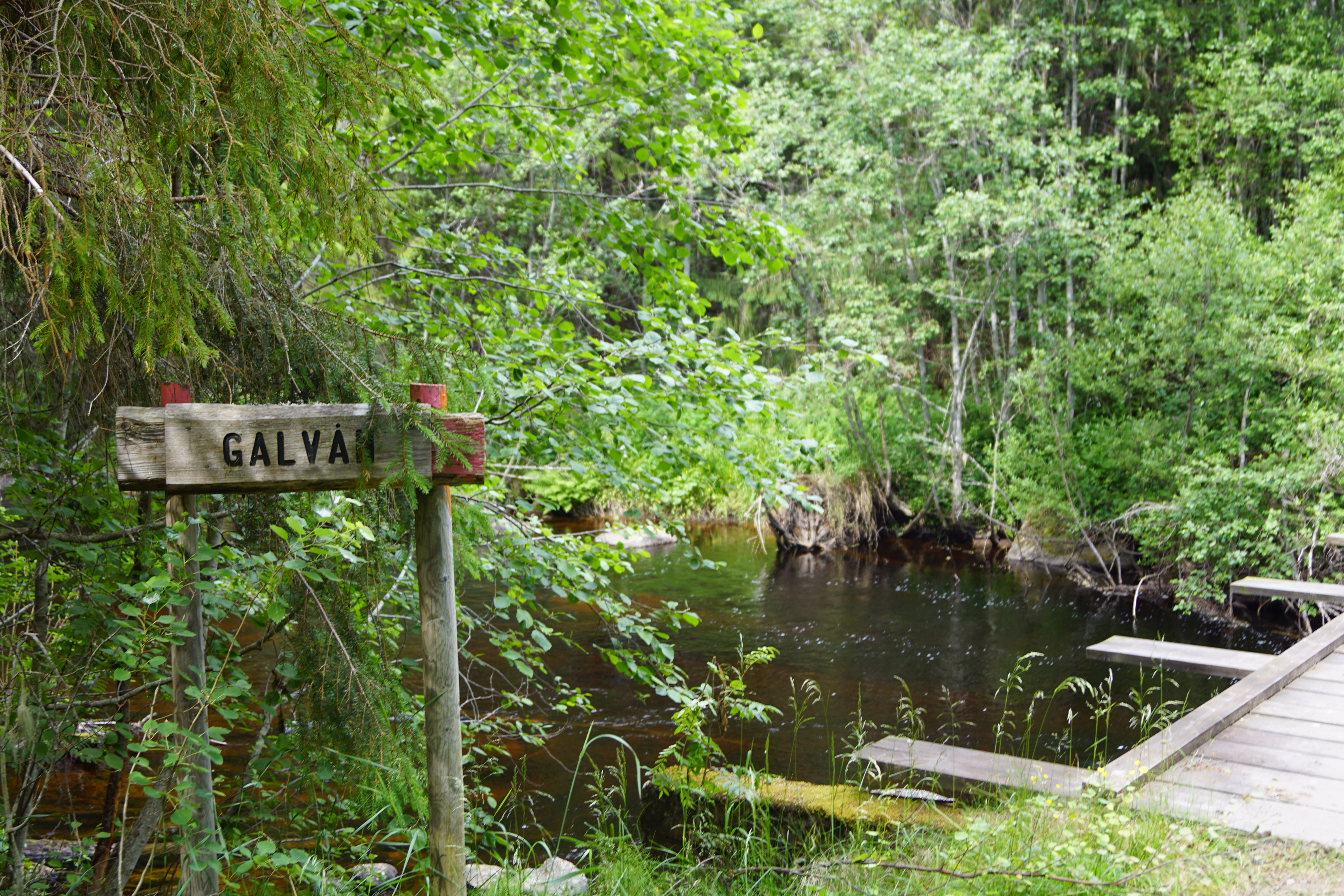
Galvån intill Hälsingeleden.